# 細貝大次郎
細貝 大次郎（ほそがい だいじろう、1917年10月18日 - ）は、日本の経済学者・農学者・官僚。経済学博士（拓殖大学）。専門は農業政策。拓殖大学名誉教授。元北海道拓殖短期大学学長。
茨城県生まれ。1938年宇都宮高等農林学校農政経済科卒業。農商務省に入省。その後、大東亜省広東日本総領事館勤務などを経て、終戦。戦後は、財団法人農政調査会研究員。1954年拓殖短期大学貿易科講師（農村調査論を担当）。1958年拓殖大学政経学部助教授（日本経済史・協同組合論を担当）。1964年拓殖大学政経学部教授。1967年拓殖大学評議員。1979年同政経学部長。1987年同副学長。1988年拓殖大学理事。
1989年拓殖大学定年退職。北海道拓殖短期大学学長。拓殖大学客員教授。1991年北海道拓殖短期大学学長退任。拓殖大学名誉教授。八千代国際大学政治経済学部客員教授。1997年八千代国際大学退職。
1985年、経済学博士（拓殖大学）の学位を取得、学位論文の題は「現代日本農地政策史研究」。 
この他、拓殖大学研究所長、同図書館長なども務めた。また、横浜国立大学や東京農工大学、東京農業大学などの非常勤講師。

## 主著
- 『近代日本経済史概説』（御茶の水書房、1977年）
- 『現代日本農地政策史研究』（御茶の水書房、1977年）
- 『農業論・農業政策講義』（SIMON企画、1986年）